# Mike Hercus
Michael Hercus (Falls Church, 5 de junio de 1979) es un ex–jugador estadounidense de rugby que se desempeñaba como apertura.
Hercus es considerado como uno de los mejores jugadores que dio su país en la historia, ya que es el máximo anotador de las Águilas con 465 puntos.

## Selección nacional
Fue convocado al XV del Trébol por primera vez en junio de 2002 para enfrentar al XV del Cardo y disputó su último partido en noviembre de 2009 contra los Teros. En total jugó 48 partidos y marcó 465 puntos.

### Participaciones en Copas del Mundo
Participó de las Copa del Mundo de Australia 2003 y Francia 2007 donde fue el capitán de su seleccionado.
| Mundial                       | Sede      | Resultado    | PJ | Puntos |
| ----------------------------- | --------- | ------------ | -- | ------ |
| Copa Mundial de Rugby de 2003 | Australia | Primera fase | 4  | 51     |
| Copa Mundial de Rugby de 2007 | Francia   | Primera fase | 4  | 26     |

## Palmarés
- Campeón de la Copa Desafío de 2004–05.